# Ida Brooks Hunt
Ida Grace Brooks Hunt (7 de agosto de 1878 – 6 de diciembre de 1929) fue una cantante y actriz estadounidense.

## Primeros años
Ida Grace Brooks nació en Panamá, hija de padre banquero estadounidense y madre música de Barcelona. Estudió en un convento de esa ciudad y en el colegio St. Francis Xavier de Brooklyn. En 1908 pasó un tiempo estudiando música en París, en compañía de la también cantante estadounidense Oriska Worden.

## Carrera
Hunt era una actriz con una voz de "soprano inusualmente aguda", que protagonizó los musicales Woodland (1904–1905) Algeria (1908), y The Chocolate Soldier (1909–1910). En 1906, hizo el primer lanzamiento en un partido de béisbol de los New York Giants. Tuvo un número musical en vodevil con Alfred de Manby. Durante y después de la Primera Guerra Mundial, entretuvo a las tropas estadounidenses en Europa, bajo los auspicios de la YMCA. Pasó meses en un hospital francés recuperándose de los problemas de salud que sufrió durante ese trabajo. Su última aparición en un escenario neoyorquino fue en Robin Hood, pocas semanas antes de morir en 1929.

## Vida personal
En 1898, Ida Brooks se casó con George Edwin Hunt, cirujano dental. Vivían en Indianápolis, y se divorciaron en 1906. Él volvió a casarse en 1908. Murió en casa de su primo en Brooklyn en 1929, tras sufrir un derrame cerebral.